# 巴特伊施尔议会厅兼大剧院

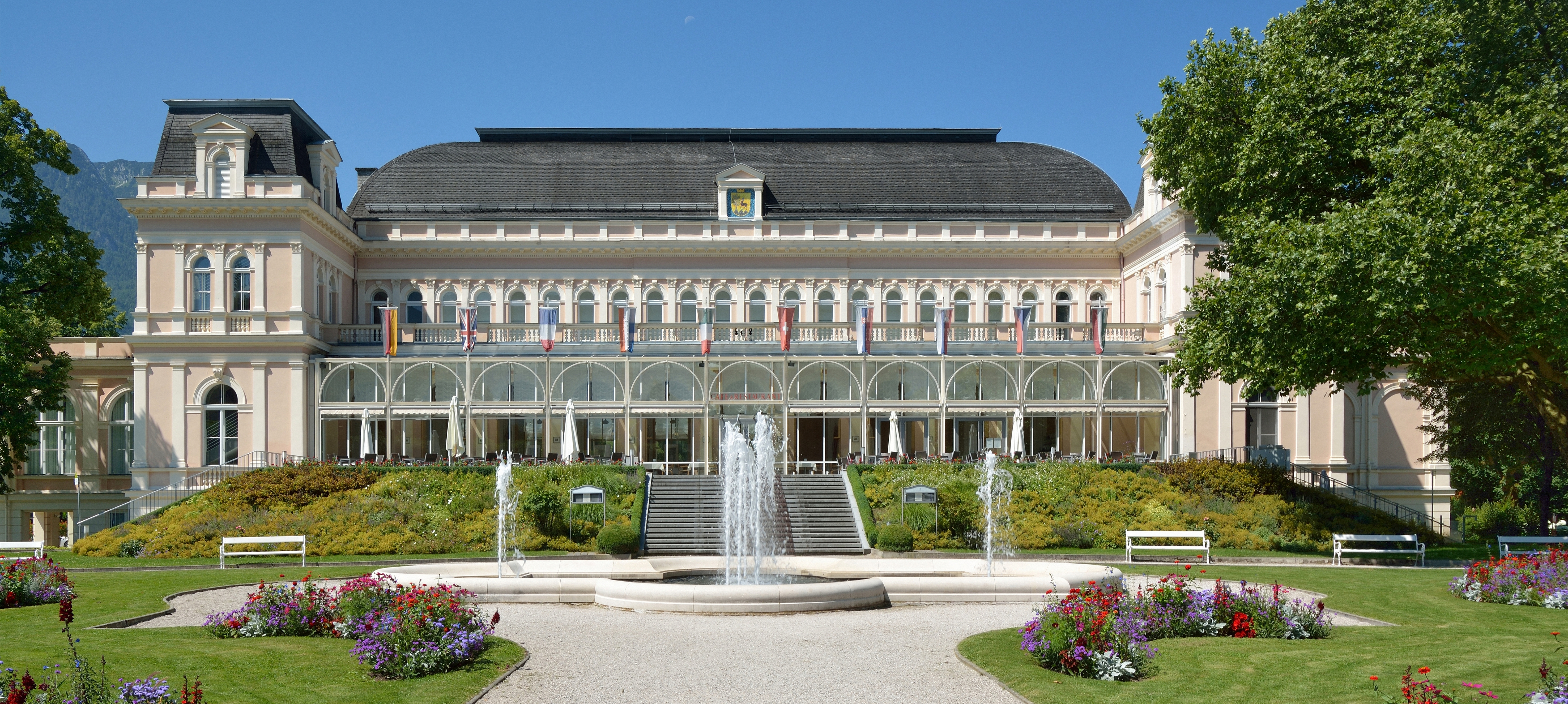

巴特伊施尔议会厅兼大剧院（Kongress & Theaterhaus）（原名“Kurhaus”）位于上奥地利州巴特伊施尔，由建筑师 Hyazinth Michel（1846-1904）建造。
“Kurhaus”建于1873年至1875年间，以满足皇帝别墅及其众多客人举办音乐会和舞会的需要。1965年，一场毁灭性的大火摧毁了剧院，只有剧院大厅幸免于难。这座城市决定原样保留这座建筑，重建时保留帝王时代的风格。
1997年，建筑完全修复，并更名为“议会厅兼大剧院”。今天，著名的巴特伊施尔莱哈尔音乐节的舞会、文化活动和各种表演在此举行。